# Liste der Naturdenkmale in Wächtersbach
Die Liste der Naturdenkmale in Wächtersbach nennt die in der Stadt Wächtersbach im Main-Kinzig-Kreis gelegenen Naturdenkmale.
| Bild            | Bezeichnung            | Ortsteil, Lage                               | Beschreibung                                                         | Art          | Nr.    |
| --------------- | ---------------------- | -------------------------------------------- | -------------------------------------------------------------------- | ------------ | ------ |
| Fotos hochladen | Brückeneiche           | Wächtersbach 50° 13′ 44,2″ N, 9° 16′ 21,7″ O | Wurde im Oktober 2020 wegen Befall des flachen Lackporlings gefällt. | Eiche        | 435053 |
| BW              | Eiche                  | Wächtersbach 50° 14′ 14,7″ N, 9° 16′ 32,4″ O |                                                                      |              | 435054 |
| BW              | 2 Eichen               | Wächtersbach 50° 14′ 16,9″ N, 9° 16′ 32,5″ O |                                                                      |              | 435055 |
| BW              | Weiherhofeiche         | Waldensberg 50° 17′ 37,7″ N, 9° 14′ 30,9″ O  |                                                                      |              | 435058 |
| BW              | Ellbogenbaum (Eiche)   | Waldensberg 50° 17′ 6,3″ N, 9° 13′ 24,5″ O   |                                                                      |              | 435059 |
| BW              | Eiche                  | Wächtersbach 50° 15′ 56,7″ N, 9° 15′ 21,4″ O |                                                                      |              | 435065 |
| Fotos hochladen | Eiche                  | Wächtersbach 50° 16′ 21,7″ N, 9° 17′ 21″ O   |                                                                      |              | 435066 |
| BW              | Abteilung alter Eichen | Waldensberg 50° 17′ 33,2″ N, 9° 14′ 44,1″ O  |                                                                      |              | 435087 |
| Fotos hochladen | Roßkastanie            | Hesseldorf 50° 16′ 27″ N, 9° 18′ 25″ O       |                                                                      | Rosskastanie | 435088 |

## Belege
1. ↑  
Naturdenkmale im Main-Kinzig-Kreis. (PDF; 74 kB) Umweltbericht MKK. Main-Kinzig-Kreis, August 2015, archiviert vom Original (nicht mehr online verfügbar) am 24. Januar 2016; abgerufen am 22. Januar 2016.
2. ↑  
Naturdenkmal zwischen Wirtheim und Wächtersbach droht umzufallen. In: Bad Orber Blättche. 31. Oktober 2020, archiviert vom Original (nicht mehr online verfügbar) am 1. Dezember 2020; abgerufen am 6. November 2020 (auch Ortsbesichtigung am 6. November 2020).

- Karte mit allen Koordinaten:
- OSM |
- WikiMap